# Megantic (Schiff)
Die Megantic war ein 1908 in Dienst gestellter Transatlantikliner der britischen Reederei White Star Line, der im Passagier- und Frachtverkehr hauptsächlich zwischen Großbritannien und Kanada eingesetzt wurde. Das Schiff wurde 1931 außer Dienst gestellt und 1933 abgewrackt.

## Das Schiff

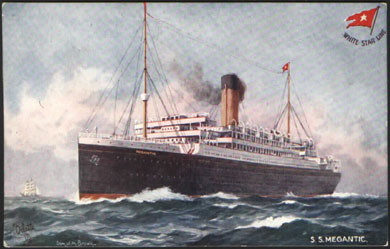
Postkarte (1909)

Die Maße des Dampfschiffs Megantic betrugen 14.878 Bruttoregistertonnen (BRT), 11.923 Tonnen unter Deck und 9.183 Nettoregistertonnen (NRT). Die Tragfähigkeit lag bei 8.790 Tonnen und die Verdrängung bei 20.800 Tonnen. Der Dampfer war 167,8 Meter lang, 20,5 Meter breit und hatte einen maximalen Tiefgang von 8,38 Metern. Die achtzylindrigen Vierfachexpansions-Dampfmaschinen leisteten 1180 nominale PS und ermöglichten eine durchschnittliche Reisegeschwindigkeit von 16,5 Knoten. Das Schiff war mit einem Doppelpropeller, einem Schornstein, zwei Masten und drei Decks ausgestattet. Die Megantic verfügte über elektrisches Licht, Kühlanlagen und drahtlosen Funk. An Bord war Platz für 230 Passagiere der Ersten, 430 der Zweiten und 1000 der Dritten Klasse.
Die Maschinenausrüstung der Megantic und ihres Schwesterschiffs galt als Exempel für die Erprobung der zukünftigen maschinellen Ausrüstung der neuen White Star-Flaggschiffe der Olympic-Klasse. Dabei galt es festzustellen, ob die konventionelle Methode der Doppelschrauben und Vierfach-Expansionsdampfmaschinen der Megantic gegen die neuere Variante der Dreifachpropeller und einer Kombination aus Kolbenmotor und Dampfmaschine der Laurentic konkurrieren konnte. Da sich die Laurentic als wesentlich wirtschaftlicher erwies, entschied sich White Star dazu, ihre neuen Schiffe nach ihrem Vorbild zu bauen.
1907 beauftragte die britische Reederei Dominion Line, die J. P. Morgans internationalem Schifffahrtskonzern International Mercantile Marine Company angehörte, die nordirische Werft Harland & Wolff mit dem Bau von zwei Schwesterschiffen, die die Namen Albany und Alberta erhalten sollten. Noch während des Baus wurden beide Schiffe von der White Star Line übernommen, die die Albany in Megantic (nach dem Lac Mégantic in Québec) und die Alberta in Laurentic (nach dem Sankt-Lorenz-Strom) umbenannte.

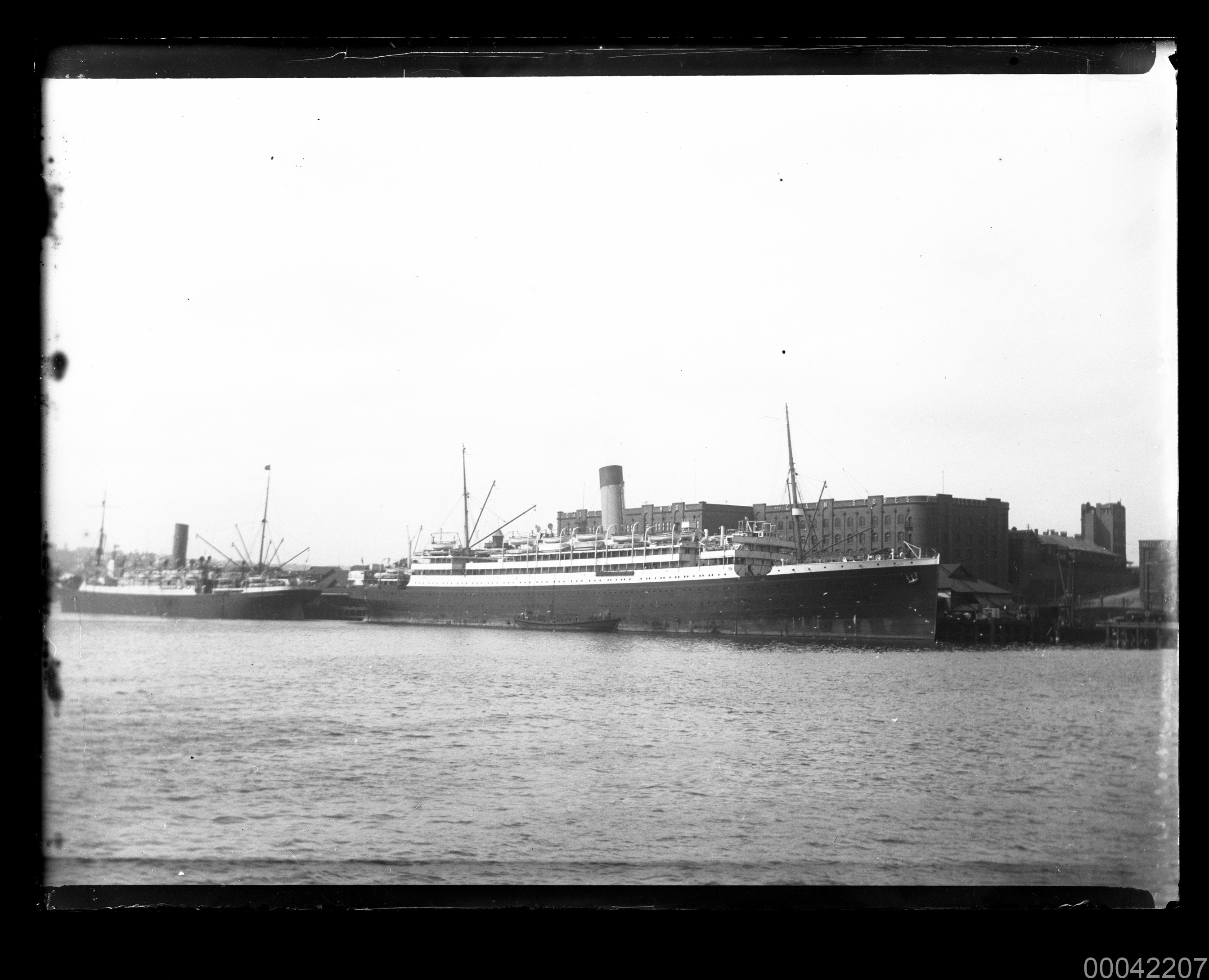
An der Aberdeen Wharf, Millers Point, Sydney (1920).

Die Megantic lief am 10. Dezember 1908 vom Stapel. Am 3. Juni 1909 wurde sie ihren Eignern übergeben und lief am 17. Juni 1909 zu ihrer Jungfernfahrt von Liverpool nach Montreal aus. Auf dieser Route wurde das Schiff bis zum Ausbruch des Ersten Weltkriegs eingesetzt. Die Megantic und die Laurentic waren die größten Schiffe der White Star-Flotte auf der Kanadaroute. Im August 1910 wurde der des Mordes an seiner Ehefrau verdächtigte amerikanische Arzt Hawley Crippen mit seiner Geliebten Ethel Le Néve an Bord der Megantic von Kanada nach England überführt, wo er des Verbrechens für schuldig befunden und im November 1910 hingerichtet wurde.

## Im Ersten Weltkrieg
Nach dem Ausbruch des Ersten Weltkriegs wurde die Megantic in den Dienst der britischen Admiralität gestellt und als Truppentransporter verwendet. Am 3. Oktober 1914 lief sie in Gaspé (Kanada) als Teil eines aus 32 Schiffen bestehenden Konvois nach Plymouth aus, zu dessen Geleitschutz die Kriegsschiffe Eclipse, Diana, Charybdis, Glory und Talbot gehörten. Nach zehn Tagen auf See löste sich der Konvoi auf und steuerte verschiedene Zielhäfen an. Die Megantic lief zusammen mit der Bermudian, der Royal Edward und der Franconia als White Squadron („Weißes Geschwader“) Plymouth an. Am 14. Oktober 1914 ankerte sie vor Devonport.
Ab dem 30. November 1914 wurde die Megantic auf der Route Liverpool–New York gesetzt, bis sie ab April 1915 als Truppentransporter diente und 1800 Soldaten transportierte. Am 24. April 1917 schlug ein Angriff des deutschen U-Boots U 43 unter dem Kommando von Kapitänleutnant Hellmuth Jürst auf das Schiff fehl. Noch im selben Monat wurde das Schiff dem Liner Requisition Theme zugeführt.

## Nach dem Krieg
Wenige Wochen nach Kriegsende wurde die Megantic wieder der White Star Line übergeben und legte am 11. Dezember 1918 zu ihrer ersten Nachkriegsfahrt von Liverpool nach New York ab. 1919 wurde sie von Harland & Wolff generalüberholt und anschließend wieder auf die Kanadaroute gesetzt. Außerhalb der Saison wurde die Megantic nun auch für Kreuzfahrten von New York zu den Westindischen Inseln genutzt. Im Januar 1920 unternahm das Schiff für Shaw, Savill & Albion Steamship Company eine Fahrt von Sydney (Australien) nach Wellington (Neuseeland). 1924 wurden die Passagierunterkünfte neu geordnet, sodass von da an in der Ersten Klasse 452, in der Zweiten Klasse 260 und in der Dritten Klasse 550 Fahrgäste reisen konnten. 1927 wurde das Schiff für einen Truppentransport nach Shanghai genutzt und 1928 führte es eine Fahrt nach China aus.
Ab dem 22. März 1928 fuhr die Megantic auf der Route London–Le Havre–Halifax–New York. In den Sommermonaten, wenn der Sankt-Lorenz-Strom für die Schifffahrt zugänglich war, steuerte sie Quebec und Montreal an. Von 1930 bis 1931 wurde sie zusammen mit der Adriatic, der Laurentic und der Calgaric für Economy-Class-Kreuzfahrten verwendet. Im Mai 1931 kehrte sie noch einmal für kurze Zeit auf die Route Liverpool–Québec–Montreal zurück, bis sie im Juli 1931 ausrangiert und im Februar 1933 zum Abbruch nach Osaka (Japan) überführt wurde.